# Xã Harborcreek, Quận Erie, Pennsylvania
Xã Harborcreek (tiếng Anh: Harborcreek Township) là một xã thuộc quận Erie, tiểu bang Pennsylvania, Hoa Kỳ. Năm 2010, dân số của xã này là 17.234 người.